# Off-topic
Off-topic (acronimo OT) in italiano fuori tema, nelle discussioni in internet, è un intervento se non è inerente all'argomento generale delle medesime. Questo termine è tipico del linguaggio utilizzato in forum, wiki, mailing list e gruppi di discussione usenet. L'opposto è on-topic.
Tale termine può anche indicare una discussione, o una parte dello "spazio di discussione", che non segue strettamente il tema generale dello stesso. I messaggi off-topic vengono normalmente considerati un disturbo nei gruppi di discussione tematici.
L'uso deliberato dell'off-topic per disturbare volontariamente gli altri utenti, o usato al fine di scatenare flame, rientra nelle possibili definizioni di trolling, ed è contrario allo spirito della netiquette. Questa pratica viene di solito impedita nei gruppi moderati, perché socialmente distruttiva.